# 沙马尼约
沙马尼约（法語：Chamagnieu，法語發音：[ʃamaɲø]）是法国伊泽尔省的一个市镇，属于拉图尔迪潘区。

## 地理
沙马尼约（45°40'48"N, 5°9'55"E）面积13.7 平方千米，位于法国奥弗涅-罗讷-阿尔卑斯大区伊泽尔省，该省份为法国东南部内陆省份，北起顺时针与安省、萨瓦省、上阿尔卑斯省、德龙省、阿尔代什省、卢瓦尔省和罗讷省。
与沙马尼约接壤的市镇（或旧市镇、城区）包括：蒂尼约-雅梅济约、圣康坦-法拉维耶、萨托拉斯和邦斯、维勒穆瓦里约、科隆比耶-索尼约、绍佐、弗龙托纳、帕诺萨。

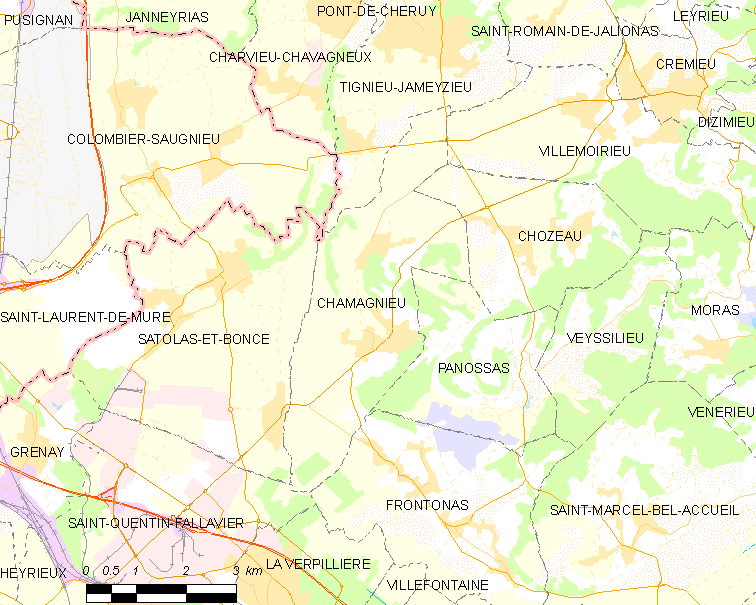
沙马尼约的OSM定位图

沙马尼约的时区为UTC+01:00、UTC+02:00（夏令时）。

## 行政
沙马尼约的邮政编码为38460，INSEE市镇编码为38067。

## 政治
沙马尼约所属的省级选区为拉韦皮耶尔县。

## 人口

1962-2008年间沙马尼约人口变化图示

沙马尼约于2022年1月1日时的人口数量为1775人。